# Брюне (город)
Брю́не (норв. Bryne) — город и административный центр коммуны Тиме провинции Ругаланн, Норвегия.

## Общая информация
Коммуна Тиме насчитывает 15459 человек, из которых 9627 живут в административном центре.  
Брюне находится в третьей по численности норвежской агломерации Ставангер-Саннес и поэтому для жителей города характерна маятниковая миграция.  

## Достопримечательности
Парк Фрица Роеда (Fritz Røed) был официально открыт 1 октября 2004 года. Он представляет собой коллекцию скульптур знаменитого скульптора Фрица Роеда, уроженца Брюне. Все скульптуры расположены вокруг протекающей по территории парка реки.
Открытый в 2012 году Центр Гарборга (Garborg Centre) — музей и по совместительству образовательный центр, цель которого вдохновить людей на чтение и на развитие своих творческих способностей.

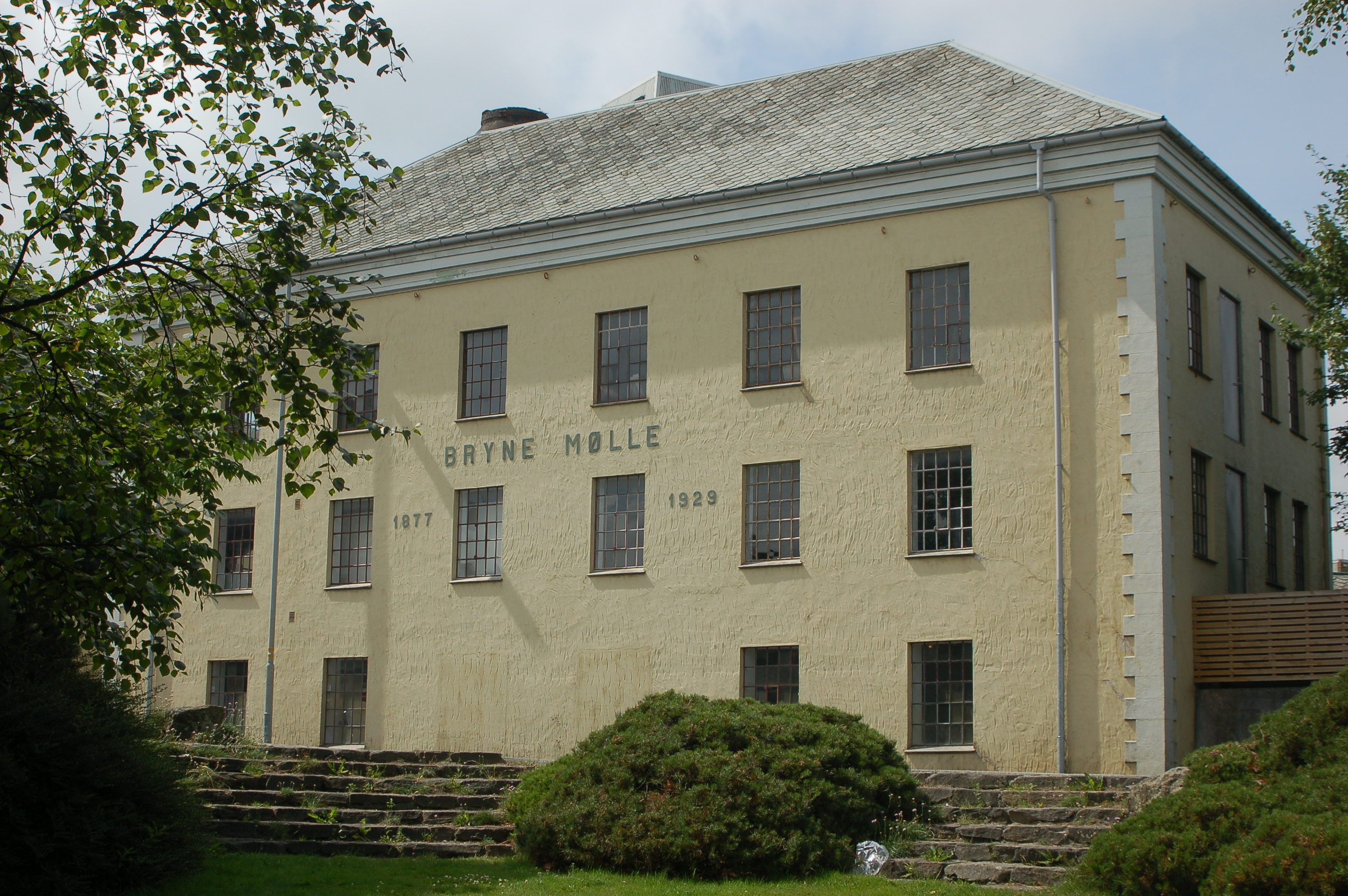
Bryne Mølle

Bryne Mølle — старый завод Брюне, который в настоящее время используется для проведения концертов и выставок. С 2006 года здесь проходит рок-фестиваль The Ranglerock Festival.